# Diecezja Amparo

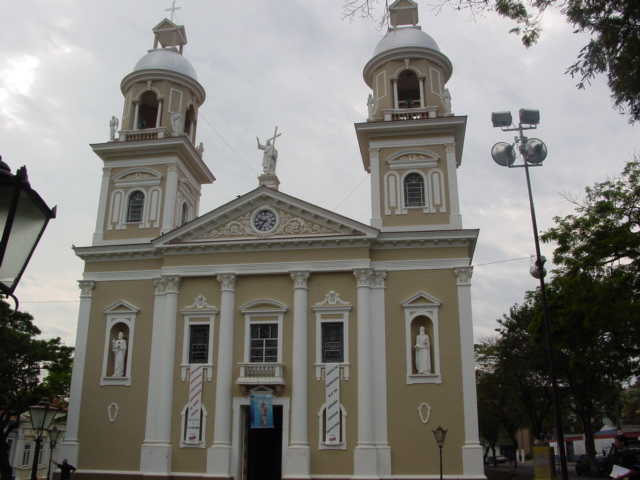
Katedra diecezjalna w Amparo

Diecezja Amparo (łac. Dioecesis Amparensis) – diecezja Kościoła rzymskokatolickiego w Brazylii. Należy do metropolii Campinas. Została erygowana przez papieża Jana Pawła II 23 grudnia 1997.

## Główne świątynie
- Katedra: Katedra Najświętszej Maryi Panny z Amparo w Amparo

## Biskupi diecezjalni
- Francisco José Zugliani (1997-2010)[1]
- Pedro Carlos Cipolini (2010-2015)[1][2]
- Luís Gonzaga Féchio (od 2016)[3]